# Barros Cassal
Barros Cassal is een gemeente in de Braziliaanse deelstaat Rio Grande do Sul. De gemeente telt 11.879 inwoners (schatting 2009).

## Verkeer en vervoer
De plaats ligt aan de weg BR-153/BR-471.